# František Antonín Švercl
František Antonín Švercl (16. července 1931, Praha – 5. března 2004, Hradec Králové) byl český římskokatolický kněz, člen řádu dominikánů, "Strážce hrobu" sv. Paní Zdislavy v Jablonném v Podještědí.

## Studium
Narodil se v Praze na Žižkově, ale dětství prožil v Lysé nad Labem, kde se také zrodilo jeho kněžské povolání a přátelství ze školních lavic se spoluministrantem Františkem Angelikem Fišerem OP. Ten ho později přivedl k otci Metodějovi Habáňovi OP. První kroky Švercla přivedly do františkánského juvenátu v Kroměříži, avšak nakonec v letech 1947–1951 studoval na Střední průmyslové škole textilní ve Dvoře Králové. Do roku 1959 pracoval v továrně Elite ve Varnsdorfu, kde se seznámil se sestrami dominikánkami a jejich prostřednictvím s řádem svatého Dominika. Poté odešel na brigádu do dolů na Sokolovsku. Na Chlumu sv. Máří se setkával s Metodějem Habáněm. Jeho povolání pozvolna uzrávalo. V roce 1960 zahájil studium na Cyrilometodějské bohoslovecké fakultě v Litoměřicích. Na kněze byl vysvěcen 27. června 1965 v Litoměřicích. V duchovní správě působil v Litoměřicích a Hrubém Jeseníku.

## V Jablonném v Podještědí u Paní Zdislavy
V roce 1967 vstoupil do řádu svatého Dominika a 7. prosince 1968 složil řeholní sliby. Od té doby žil a pracoval u hrobu sv. Zdislavy v Jablonném v Podještědí. Do roku 1973 působil jako administrátor farnosti. Poté mu bylo komunistickým režimem zabráněno vykonávat kněžskou službu a musel nastoupit do zaměstnání v závodě NISA v Jablonném. Stále ovšem žil v jablonském klášteře, kde vytvářel spolu s dalším dominikánem, Jindřichem Gajzlerem a trojicí kongregačních sester dominikánek ilegální řádovou komunitu. Státní orgány se opakovaně pokoušely tuto komunitu rozehnat, což se ale nikdy nepodařilo. Řeholníci byli nakonec v budově kláštera strpěni jako "nájemníci". V roce 1990 se Švercl vrátil do veřejné kněžské služby, ve které působil až do roku 2000. Poslední léta života strávil v charitním domově sv. Václava ve Staré Boleslavi. Poslední měsíce trpěl zhoubnou nemocí. Do posledního dechu při plném vědomí nesl svůj kříž. Zemřel ve věku 73 let v pátek 5. března 2004 v nemocnici v Hradci Králové. Poslední rozloučení s ním se konalo v pátek 12. března 2004 při mši svaté v bazilice sv. Vavřince a sv. Zdislavy v Jablonném v Podještědí. Poté bylo jeho tělo týž den uloženo do rodinného hrobu v Lysé nad Labem.